# Abodíacum
Abodíacum o Auodíacum (en grec antic: Ἀβουδίακον) va ser una ciutat de Vindelícia que probablement seria la moderna Epfach vora el riu Lech, on encara es poden veure restes d'edificis romans.
Els Itineraris i la Tabula Peutingeriana no la fan coincidir amb el lloc de l'actual Epfach i alguns topògrafs situen Abodíacum al llogaret de Peisenberg, al vessant d'un turó amb el mateix nom, o a la zona de Rosenheim a Baviera.